# Маргарита Чинова
Маргарита Иванова Чинова е български юрист и университетски преподавател (професор).

## Биография
Завършила е право в Софийския университет (1974 г.). От 1976 г. е асистент по наказателен процес в Юридически факултет на Софийския университет. Чете лекции по Наказателен процес в УНСС от 1990 г. От 2001 г. е член на Консултативния съвет по законодателство към Председателя на Народното събрание.

## Монографии
- Особени правила за разглеждане на дела за престъпления, извършени от непълнолетни, СУ „Св. Климент Охридски“, Юридически факултет, София, 1986
- Актове на органите на предварителното производство. Правна същност и класификация, София, 1993 г.
- Наказателнопроцесуална принуда и неприкосновеност на личността, София, 1998 г.
- Новите положения на досъдебното производство по НПК, София, 2007 г.